# Desaparición de Ann Marie Burr
Ann Marie Burr (14 de diciembre de 1952 — desaparecida el 31 de agosto de 1961) era una niña estadounidense que desapareció en circunstancias misteriosas de su hogar en la sección North End de Tacoma, Washington. La desaparición de Burr ocupó los titulares de las noticias nacionales durante años. Su caso recibió renovada atención cuando se consideró que el asesino en serie Ted Bundy - un adolescente en ese momento - podría haber sido responsable de su secuestro. 
La mayor de cuatro hermanos de una familia católica de clase media, Burr se crio en Tacoma junto a sus tres hermanos. En la noche del 30 de agosto de 1961, Burr se fue a dormir al dormitorio que compartía con su hermana de 3 años. En algún momento de la noche, Burr despertó a su madre, Beverly, notificándole que su hermana menor, recuperándose de un brazo roto, estaba llorando. Después de consolar a la niña de 3 años, Beverly llevó a ambas niñas de vuelta a la cama. Aproximadamente a las 5:30 a. m. del 31 de agosto, la familia se dio cuenta de que Ann ya no estaba en su dormitorio. Al buscar por la casa se percataron de que la puerta principal estaba entreabierta, una ventana del salón abierta, y que Ann no se encontraba en ningún lugar. 
La desaparición de Burr desencadenó una intensa búsqueda, utilizando soldados estadounidenses de Fort Lewis, así como miembros de la Guardia Nacional. Aunque varios individuos fueron considerados potencialmente sospechosos en los años inmediatamente posteriores a la desaparición, no se llegó a encontrar a Burr. Después de que Ted Bundy fuera aprehendido en 1978, se le consideró sospechoso cuando se reveló que Bundy (de 14 años en 1961) había vivido cerca de la residencia de Burr; repartía periódicos cerca de la casa de Burr y la casa de Burr estaba muy cerca de una de las casas en las que Bundy había vivido en su infancia porque en ella vivía su tío abuelo favorito. Se encontró una huella de zapato de tamaño 6 en la parte de fuera de la ventana abierta de la sala; algunos investigadores creyeron que esto indicaba que posiblemente el perpretador había sido un adolescente. Antes de la ejecución de Bundy en 1989, los padres de Burr declararon públicamente que, basados en pruebas circunstanciales, creían que los restos de su hija podían haber sido enterrados en el campus de la Universidad de Puget Sound. 
En 2011, las pruebas forenses que se hicieron a las pruebas materiales de la escena de la desaparición de Burr no dieron suficientes secuencias de ADN intactas para poder compararlas con el ADN de Bundy. Su paradero seguía siendo desconocido en 2019.

## Primeros años
Ann Marie Burr nació el 14 de diciembre de 1952 en el condado de Del Norte, California, en una familia católica. Fue la primera de cuatro hijos, con dos hermanas menores -Julie y Mary- y un hermano menor, Gregory, nacido de Donald y Beverly (de soltera, Leach) Burr.

## Desaparición
En la noche del 30 de agosto de 1961, Burr y sus tres hermanos se fueron a la cama alrededor de las 8:00 p. m.,. en su casa en la sección North End de Tacoma, Washington, ubicada en el 3009 North 14th Street. Antes, esa misma noche, Burr había cenado en la casa cercana de un amigo. Burr y su hermana, Mary, de 3 años, compartían un dormitorio en el piso de arriba, mientras que su hermano Gregory (de 5 años) y la hermana Julie (de 7 años) compartían un dormitorio en el sótano. En algún momento de la noche, varios miembros de la casa dijeron que habían escuchado ladrar a su mascota, un perro Cocker Spaniel. A primera hora de la mañana del 31 de agosto, Burr despertó a sus padres en su dormitorio del primer piso, quejándose de que Mary estaba llorando. En ese momento, Mary se estaba curando de un brazo roto, que estaba enyesado. Su madre Beverly recordó haber calmado a Mary antes de volver a enviar a ambas niñas a la cama, aunque no pudo determinar la hora en que esto había ocurrido.
Aproximadamente a las 5:30 a. m., Beverly se dio cuenta de que Burr había desaparecido cuando encontraron a Mary (que volvía a llorar) sola en el dormitorio. La puerta principal de la casa, que había sido cerrada con llave, estaba ligeramente entreabierta, mientras que una pequeña ventana de la sala de estar estaba abierta. Se encontró hierba del jardín delantero dentro de la casa y se descubrió un banco volcado contra el lado de la casa.

## Investigación

### Búsqueda inicial
Al registrar la casa, las fuerzas del orden se dieron cuenta de que una mesa de figuritas junto a la ventana abierta del salón estaba intacta, a pesar de que parecía que alguien había entrado en la casa por esa ventana. Se encontró una leve huella cerca del banco volcado en el exterior. La policía estimó que el zapato que había dejado la huella era probablemente una zapatilla de deporte. No faltaba ninguna de las ropas u otros artículos personales de Burr. Se determinó que Burr había salido de la residencia llevando sólo su camisón azul, y un collar de cadena con una medalla grabada de Jesús y la Virgen María, una etiqueta de identificación y una medalla de San Cristóbal.
En la mañana en que Burr fue dada como desaparecida, 100 soldados de Fort Lewis, así como 50 miembros de la Guardia Nacional de Camp Murray, ayudaron a la policía local en la búsqueda de la niña. A las 11:00 p. m., se habían registrado las  áreas boscosas que rodeaban la residencia de la niña, pero no se encontraron signos de ella.  Además, los equipos de buceo buscaron en la bahía de Commencement señales de la niña, pero no encontraron nada. Debido a la falta de pruebas concretas que indicaran que se había producido un secuestro, la Oficina Federal de Investigación solo ayudó al caso en espera de alguna resolución.  A los días siguientes a la desaparición de Burr llegó un informe de los vecinos que escucharon gritos que salían de un vehículo con matrícula de California la mañana en que Burr desapareció. Sin embargo, cuando el conductor de este vehículo fue localizado, explicó que el ruido procedía simplemente de la radio y había sido confundido con gritos. 
El 8 de septiembre de 1961, Donald y Beverly se sometieron voluntariamente a exámenes de polígrafo en respuesta a los rumores de que habían ocultado información sobre la desaparición de su hija. Se comprobó que ambos eran sinceros en sus respuestas. Al día siguiente, la abuela materna de Burr, la Sra. Roy Leach, ofreció una recompensa de 1.000 dólares por información que condujera al descubrimiento de su nieta. La recompensa se incrementó a 5.000 dólares tras la asignación de fondos adicionales.
Más de 1.500 personas fueron entrevistadas en los primeros 12 días de la desaparición de Burr. El 31 de octubre de 1961, las fuerzas del orden entrevistaron a Hugh Bion Morse, de 31 años, ex marine y sospechoso del asesinato en 1959 de Candy Rogers, de 9 años, en Spokane, Washington. En junio de 1962, un empleado de una estación de servicio de Portage la Prairie, Manitoba (directamente al otro lado de la frontera estadounidense de Grand Forks, Dakota del Norte), dijo a las fuerzas del orden que vio a una niña que parecía ser Burr, acompañada de un hombre y una mujer que "hablaban de forma rara" para ser sus padres. El empleado afirmó que la niña mencionó que era de Tacoma. En el invierno de 1964, las fuerzas del orden intentaron detener a Ralph Everett Larkee en Portland, Oregón; Larkee había sido acusado de secuestrar a Gay Lynn Stewart, y se le consideraba un posible sospechoso de la desaparición de Burr, pero se suicidó con una pistola antes de que la policía pudiera detenerlo

### Posible participación de Ted Bundy

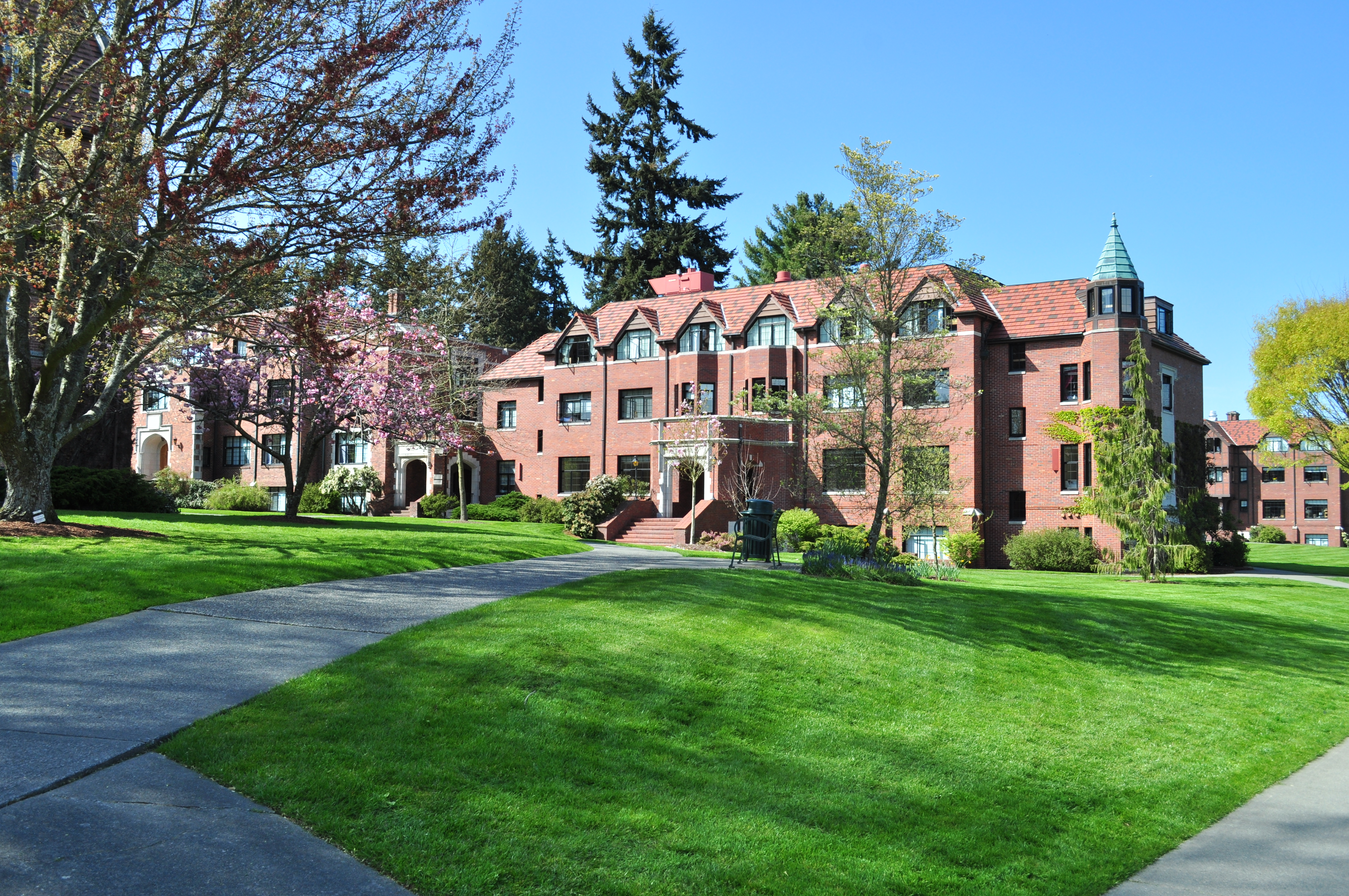
Basado en pruebas circunstanciales, los padres de Burr creyeron que fue enterrada en el campus de la Universidad de Puget Sound

Después de que el asesino en serie Ted Bundy fuese detenido en 1978, se convirtió en sospechoso de la desaparición de Burr cuando las fuerzas de la ley descubrieron que era residente de Tacoma en el momento de su desaparición, tenía entonces 14 años. En el momento de la desaparición de Burr, Bundy trabajaba como repartidor de periódicos en el vecindario de los Burrs, y su ruta de reparto de periódicos pasaba cerca de la casa de la familia Burr; también tenía un tío abuelo, al que visitaba a menudo, que enseñaba música en la Universidad de Puget Sound, que estaba situada a varias manzanas de la casa de la familia. Bundy habría pasado muy cerca de la casa donde Burr había desaparecido, ya que tenía que pasar por la 6ª Avenida y la calle N. Fife, donde estaba el responsable de la ruta. Se había encontrado una huella de zapato de talla 6 debajo de la ventana de la casa de la que Burr había sido secuestrada, lo que era una prueba consistente de que podía tratarse de un secuestrador adolescente. Cuando se le preguntó sobre la desaparición de Burr, Bundy dijo a la policía que "nunca habría lastimado a una niña", y negó estar involucrado. En 1987 Bundy confió a Keppel que había cometido "algunos asesinatos" de los que "nunca hablaría", porque los había cometido "demasiado cerca de casa" o implicaban a "víctimas muy jóvenes". La desaparición de Burr coincidía con estas dos categorías.
Los padres de Burr dijeron a los medios de comunicación en ese momento que creían que el cuerpo de su hija había sido enterrado en las excavaciones que en ese momento había en el campus de la Universidad de Puget Sound, donde se estaba construyendo en 1961. Sin embargo, afirmaron que ni ellos ni su hija conocían a Bundy. Beverly Burr declaró que, después de dos intercambios de cartas con Bundy mientras estaba en el corredor de la muerte, "evitó las preguntas reales, hablando en cambio de los asesinatos de Green River y de los acontecimientos mundiales". En una carta Bundy insistió en que, en 1961, era "un chico normal de catorce años. No vagaba por las calles a altas horas de la noche. No robaba coches. No tenía ningún deseo de lastimar a nadie". Donald Burr le dijo más tarde a la escritora de crímenes Ann Rule que creía haber visto a Bundy en una zanja en el campus de la Universidad de Puget Sound la mañana de la desaparición de Ann Marie.
En 2011, las pruebas de la escena del crimen fueron comparadas con muestras de ADN de Bundy, pero las pruebas no lo relacionaron con la residencia de los Burr debido a que no se pudo realizar un perfil de ADN completo a partir de las pruebas de la escena.

### Consecuencias
En julio de 1963, casi dos años después de la desaparición de Burr, sus padres adoptaron una niña llamada Laura. La familia de Burr celebró un servicio religioso conmemorativo para ella en 1999. Donald Burr murió en 2003 a la edad de 77 años. Beverly Burr murió de insuficiencia cardíaca congestiva el 13 de septiembre de 2008, en su residencia de Tacoma.